# Zum Geburtstag
Zum Geburtstag ist ein deutsch-französisches Filmdrama von Denis Dercourt aus dem Jahr 2013. Mark Waschke, Marie Bäumer und Sylvester Groth sind in den Hauptrollen besetzt. Seine Kino-Uraufführung hatte der Film am 19. September 2013.

## Handlung
Seit nunmehr 30 Jahren sind Paul und Anna ein glückliches Liebespaar. Doch die Liebe ist seitens Paul mit einer großen Lebenslüge behaftet. Paul ist seitdem er Teenager ist, in Anna verliebt, doch diese liebte damals seinen Mitschüler Georg. Prompt schließt Paul mit Georg einen Pakt, indem er ihn nötigt wegzuziehen, damit er Anna voll und ganz für sich haben kann. Georg willigt ein, nur wolle er sie irgendwann wiederhaben. Er löst sein Versprechen 30 Jahre später ein, kehrt zurück und ist sogar Pauls neuer Chef. Jedoch will Paul, der mit Anna mittlerweile zwei Kinder hat, seine Familie nicht so einfach aufgeben.

## Produktionsnotizen
Die Dreharbeiten für Zum Geburtstag erstreckten sich vom 28. August 2012 bis zum 4. Oktober 2012 und fanden in den deutschen Städten Osterburg, Krefeld, Düsseldorf, Köln und Görlitz statt. Für die Produktion zeichneten die Busse & Halberschmidt Filmproduktion, die Cité Films S.A. und MACT Productions verantwortlich. Im März 2014 erschien der Film auf DVD bei Warner Home Video.